# Микола Бажан (монета)
«Мико́ла Бажа́н» — ювілейна монета номіналом 2 гривні, випущена Національним банком України, присвячена 100-річчю від дня народження поета, редактора, театрознавця, кінокритика, кіносценариста, перекладача, державного і громадського діяча — Миколи Платоновича Бажана (1904—1983), який народився в м. Кам'янці-Подільському (нині Хмельницька обл.). М. П. Бажан — людина надзвичайно широкої ерудиції, справжній енциклопедист, академік Академії наук УРСР (1951), заслужений діяч науки УРСР (1966), коло інтересів якого охоплювало майже всі сфери культурного життя України. Він був ініціатором і науковим керівником видання «Українська Радянська Енциклопедія». Та передусім Бажан увійшов в історію України як поет. Для його поезії характерні піднесеність інтонацій, епічність звучання, переважання патріотичних і громадянських мотивів.
Монету введено в обіг 26 липня 2004 року. Вона належить до серії «Видатні особистості України».

## Опис монети та характеристики
| Номінал грн. | Метал      | Маса, г | Діаметр, мм | Якість виготовлення | Гурт     | Тираж, штук |
| ------------ | ---------- | ------- | ----------- | ------------------- | -------- | ----------- |
| 2            | нейзильбер | 12,8    | 31,0        | звичайна            | рифлений | 30 000      |

### Аверс
На аверсі монети угорі розміщено малий Державний Герб України, під ним напис — «УКРАЇНА», у центрі монети — композиція з олівця, ручки з крилом Пегаса та пензлика, праворуч написи: «2/ГРИВНІ», унизу рік карбування монети — «2004» та логотип Монетного двору Національного банку України.

### Реверс
На реверсі монети зображено портрет Миколи Бажана, по боках півколом розміщено написи: ліворуч — «МИКОЛА БАЖАН», праворуч роки життя — «1904—1983».

## Автори

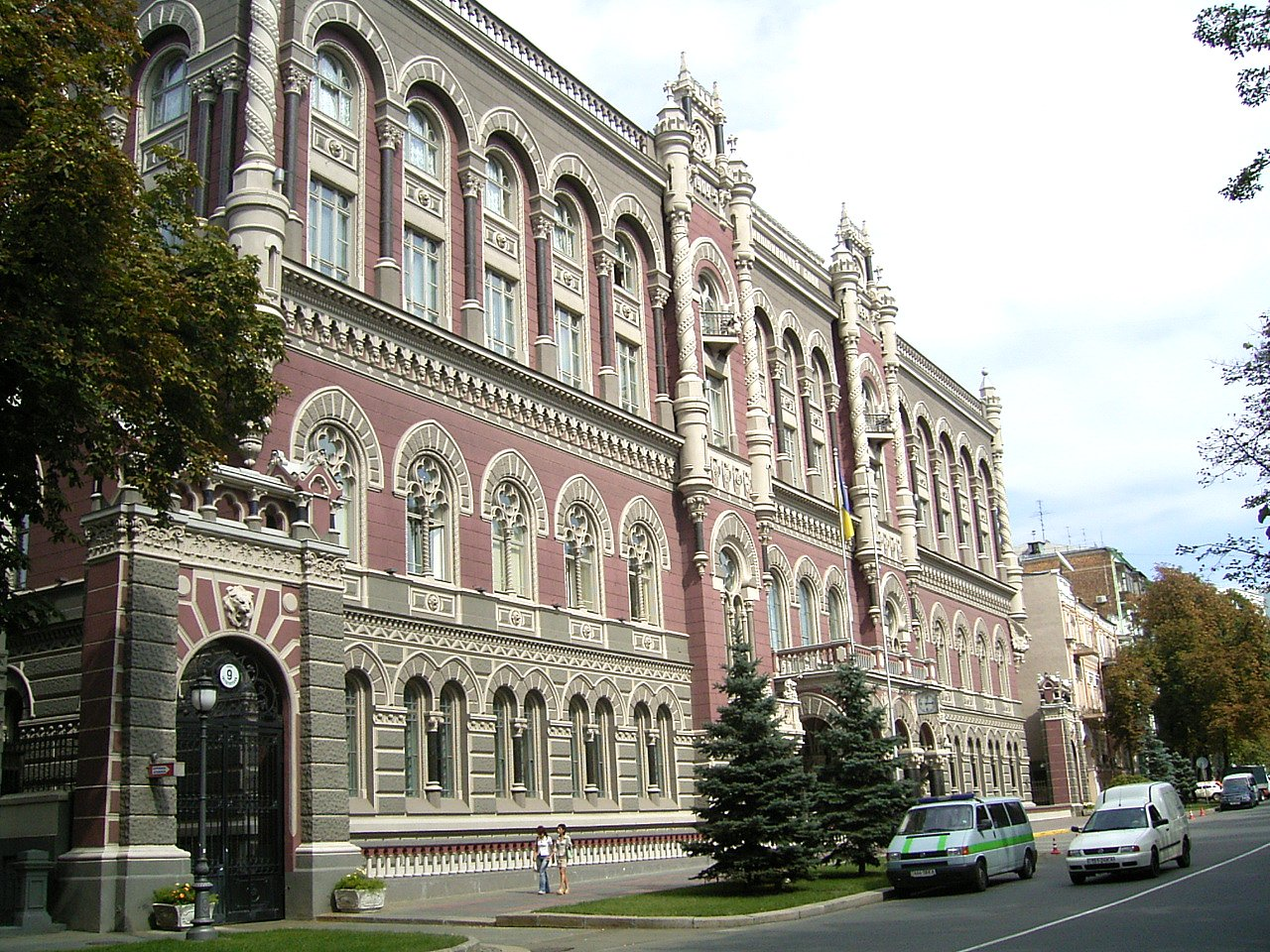
Будівля Національного банку України

- Художники: Груденко Борис, Кочубей Микола.
- Скульптори: Атаманчук Володимир, Чайковський Роман.

## Вартість монети
Під час введення монети в обіг 2004 року, Національний банк України розповсюджував монету через свої філії за номінальною вартістю — 2 гривні.
Фактична приблизна вартість монети з роками змінювалася так:
| Рік        | 2010 | 2011 | 2012 | 2013 | 2014 | 2015 | 2016 | 2017 | 2018 | 2019 | 2020 | 2021 | 2022 | 2023 | 2024 | 2025 |
| ---------- | ---- | ---- | ---- | ---- | ---- | ---- | ---- | ---- | ---- | ---- | ---- | ---- | ---- | ---- | ---- | ---- |
| Ціна, грн. | 20   | 25   | 30   | 30   | 35   | 45   | 50   | 60   | 80   | 90   | 90   | 90   | 95   | 130  | 190  | 200  |